# Museo del Mar (Santa Pola)
El Museo del Mar (en valenciano Museu del Mar) se encuentra en el Castillo Fortaleza de Santa Pola (Alicante, España), una construcción militar renacentista del siglo XVI. El museo se presenta como una exposición monográfica centrada en la historia de Santa Pola, bajo seis temáticas:
- Prehistoria: Está centrada en la Cueva de las Arañas (III milenio a. C.), de la que existe una reproducción ambientada con herramientas de caza y pesca, el hogar y el entorno. Se muestran asimismo materiales prehistóricos hallados en el término de Santa Pola.[1]
- Íberos: Se presenta el poblado y puerto ibéricos a través de aspectos del mismo como el comercio marítimo con Grecia, el ámbito doméstico, la indumentaria, la religión, etc.[1]
- Portus Illicitanus: Se muestran numerosos materliales recogidos de las ruinas del Portus Ilicitanus, que constatan el desarrollo de la actividad comercial. Cabe destacar los mosaicos de la Casa romana del Palmeral, las herramientas halladas en la factoría de salazones y los productos manufacturados como vidrio, cerámica, lámparas, objetos de adorno y uso personal, etc. Es importante también la colección de monedas.[1]
- Fortificación de la costa: Se centra en el castillo-fortaleza y las torres vigía, enmarcadas en su contexto histórico mediante maquetas y material gráfico acompañado de una selección de materiales recuperados durante los trabajos de rehabilitación de la fortaleza.[1]
- Artes del mar: Destaca la pesca, así como la vida cotidiana, la carpintería de ribera y la navegación.[1]
- Salinas de Santa Pola: Muestra, junto con la sala anterior, el hilo conductor fundamental de la actividad y economía de Santa Pola.[1]

## Servicios complementarios
- Sala de audiovisuales en la que se proyectan documentales.[1]
- Centro de gestión, restauración y museología.[1]
- Biblioteca especializada en temas de Historia Antigua, Arqueología, Etnografía y Navegación.[1]
- Laboratorio de restauración y conservación.[1]
- Atención a consultas sobre arqueología, conservación, restauración y autentificación, así como asesoramiento pedagógico.[1]